# Pseudozarba
Pseudozarba is een geslacht van vlinders uit de familie van de uilen (Noctuidae). De wetenschappelijke naam van dit geslacht werd voor het eerst voorgesteld door William Warren in een publicatie uit 1913.

## Soorten
- Pseudozarba abbreviata Rothschild, 1921
- Pseudozarba aethiops (Distant, 1898)
- Pseudozarba bella Rothschild, 1921
- Pseudozarba bipartita (Herrich-Schäffer, 1850)
- Pseudozarba carnibasalis (Hampson, 1918)
- Pseudozarba cupreofascia (Le Cerf, 1922)
- Pseudozarba excavata (Walker, 1865)
- Pseudozarba expatriata (Hampson, 1914)
- Pseudozarba featheri Hacker, 2016
- Pseudozarba fornax Hacker, 2016)
- Pseudozarba hemiplaca (Meyrick, 1902)
- Pseudozarba kaduna Hacker, 2016
- Pseudozarba leucopera (Hampson, 1910)
- Pseudozarba marmoreata Hacker, 2016
- Pseudozarba mesozona (Hampson, 1896)
- Pseudozarba mianoides (Hampson, 1893)
- Pseudozarba morosa Wiltshire, 1970
- Pseudozarba nilotica Hacker, 2016
- Pseudozarba ochromaura Hacker, 2016
- Pseudozarba opella (Swinhoe, 1885)
- Pseudozarba ozarbica (Hampson, 1910)
- Pseudozarba plumbicilia (Draudt, 1950)
- Pseudozarba poliochlora Hacker, 2016
- Pseudozarba reducta Warren, 1913
- Pseudozarba regula (Gaede, 1916)
- Pseudozarba rufigrisea >Warren, 1913
- Pseudozarba schencki (Strand, 1912)